# Melissodes flexa
Melissodes flexa är en biart som beskrevs av Laberge 1956. Melissodes flexa ingår i släktet Melissodes och familjen långtungebin. Inga underarter finns listade i Catalogue of Life.